# Kai Tegethoff
Kai Tegethoff, né le 19 juillet 1984 à Cologne (RFA), est un homme politique allemand. Membre du parti Volt Europa, il est élu député européen le 9 juin 2024.

## Biographie
De 2004 à 2007, il étudie la philosophie et l'économie à l'université de Bayreuth. Il suit une formation de dessinateur en architecture, de 2007 à 2009. Par la suite, de 2009 à 2013, il étudie le génie civil à l'université des sciences appliquées de Trèves. Entre 2016 et 2021, il est assistant de recherche à l'université technique de Brunswick.
Il se présente pour le parti Volt Europa pour les élections locales de Braunschweig en 2021. il obtient un siège au sein de l'assemblée municipale et forme un groupe commun avec des représentants de Die PARTEI et Die Linke,,. Aux élections régionales de 2022 en Basse-Saxe, il se présente comme candidat direct dans la circonscription de Braunschweig-Nord et obtient 1,3 % des voix, ne lui permettant pas d'être élu. 
Candidat pour les élections européennes de 2024, il est élu député européen le 9 juin 2024.